# Michel Pilorgé
Michel Pilorgé, né le 13 août 1945 à Tesson (Charente-Maritime), est un acteur français.
Il est fils d'un médecin de campagne berrichon.

## Biographie
Il quitte Châteauroux dans les années 1960 pour aller à Paris et prendre des cours d'art dramatique chez Jean-Laurent Cochet.
C'est ainsi grâce à lui que son ami Gérard Depardieu - castelroussin également - arrive à Paris et est remarqué par Jean-Laurent Cochet.
Il joue dans douze films avec son ami Depardieu : Les Valseuses, Maîtresse, Dites-lui que je l'aime, La nuit, tous les chats sont gris, Inspecteur la Bavure, Tenue de soirée, Les Misérables, San-Antonio, etc.
Il tient également des rôles à la télévision, entre autres dans le feuilleton Ardéchois cœur fidèle, dans Le Château perdu (où il incarne aux côtés de Claude Jade et Lise Delamare le roi Louis XIV) et dans la série Navarro.

## Filmographie

### Cinéma
- 1971 : Le drapeau noir flotte sur la marmite de Michel Audiard
- 1971 : Ras le bol de Michel Huisman
- 1973 : R.A.S. de Yves Boisset
- 1973 : Le désir et la volupté de Julien Saint-Clair
- 1974 : Les Valseuses de Bertrand Blier
- 1974 : On s'est trompé d'histoire d'amour de Jean-Louis Bertuccelli : Le vendeur du grand magasin
- 1974 : Pas si méchant que ça de Claude Goretta
- 1976 : Maîtresse de Barbet Schroeder
- 1976 : La question de Laurent Heynemann
- 1977 : Dites-lui que je l'aime de Claude Miller
- 1977 : La nuit, tous les chats sont gris de Gérard Zingg
- 1977 : L'animal de Claude Zidi
- 1978 : Ne pleure pas de Jacques Ertaud
- 1978 : Le dernier amant romantique de Just Jaeckin
- 1979 : Démons de midi de Christian Paureilhe
- 1979 : Le Mouton noir de Jean-Pierre Moscardo
- 1979 : I... comme icare de Henri Verneuil
- 1979 : Aimée de Joël Farges
- 1980 : La femme flic de Yves Boisset
- 1980 : Inspecteur la Bavure de Claude Zidi
- 1981 : Clara et les Chics Types de Jacques Monnet
- 1982 : Que les gros salaires lèvent le doigt de Denys Granier-Deferre
- 1982 : Le Retour de Christophe Colon de Jean-Pierre Saire
- 1983 : Attention ! Une femme peut en cacher une autre de Georges Lautner
- 1983 : Y a-t-il un pirate sur l'antenne ? de Jean-Claude Roy
- 1984 : Rive droite, rive gauche de Philippe Labro
- 1984 : Tout le monde peut se tromper de Jean Couturier
- 1986 : Tenue de soirée de Bertrand Blier
- 1986 : Kamikaze de Didier Grousset
- 1989 : Après la guerre de Jean-Loup Hubert
- 1989 : La vouivre de Georges Wilson
- 1990 : La fracture du myocarde de Jacques Fansten
- 1991 : Les époux ripoux de Carol Wiseman
- 1992 : Coup de jeune de Xavier Gélin
- 1995 : Les anges gardiens de Jean-Marie Poiré
- 1996 : Les Bidochon de Serge Korber
- 1997 : Les palmes de monsieur Schutz de Claude Pinoteau
- 2004 : San-Antonio de Frédéric Auburtin
- 2005 : Le Démon de midi de Marie-Pascale Osterrieth

### Télévision
- 1972 : Le Château perdu de François Chatel : le roi Louis XIV
- 1973 : La Ligne de démarcation - épisode 7 : Ernest (série télévisée) : Sabrou
- 1974 : Ardéchois cœur fidèle de Jean-Pierre Gallo
- 1976 : Les Brigades du Tigre, épisode Bonnot et compagnie de Victor Vicas
- 1978 : Médecins de nuit de Philippe Lefebvre, épisode : Christophe
- 1979 : Les Enquêtes du commissaire Maigret, épisode : Maigret et l'Indicateur d'Yves Allégret
- 1980 : Docteur Teyran de Jean Chapot
- 1991-2007 : Navarro : Professeur Bloch, le policier scientifique
- 1993 : L'Affaire Seznec d'Yves Boisset
- 1995 : Le Voyage de Pénélope de Patrick Volson
- 1996 : Les Faux Médicaments : Pilules mortelles d'Alain-Michel Blanc
- 2000 : Les Misérables de Josée Dayan
- 2001 : Julie Lescaut, épisode 5 saison 10, Disparitions d'Alain Wermus : Le prof principal
- 2003 : Marylin et ses enfants de Charlie Beléteau
- 2011 : La Très Excellente et Divertissante Histoire de François Rabelais d'Hervé Baslé
- 2014 : Origines de Jérôme Navarro
- 2015 : Au revoir... et à bientôt ! de Miguel Courtois
- 2018 : Capitaine Marleau : Double jeu de Josée Dayan

## Théâtre
- 1997 : Les Côtelettes de Bertrand Blier, mise en scène Bernard Murat, Théâtre de la Porte-Saint-Martin
- 2001 : La Jalousie de Sacha Guitry, mise en scène Bernard Murat, Théâtre Édouard-VII
- 2007 : La Mégère apprivoisée de William Shakespeare, mise en scène Cédric Grimoin, Théâtre du Nord-Ouest
- 2008 : Cymbeline de William Shakespeare, mise en scène Carole Dreant, Théâtre du Nord-Ouest
- 2009 : Le Mariage forcé de Molière, mise en scène Jean-Pierre Bernard, Théo Théâtre puis Théâtre du Nord-Ouest
- 2010 : Les Tentations électives de Benjamin Oppert, mise en scène Philippe Brigaud, Théâtre du Nord-Ouest
- 2012 : Poil de carotte de Jules Renard, mise en scène Michel Pilorgé / Jean-Philippe Ancelle, théâtre du Lucernaire
- 2013 : Phèdre de Jean Racine, mise en scène Bernard Belin, Théâtre de Nesle
- 2014 : L'Alouette de Jean Anouilh, mise en scène Odile Mallet, Théâtre du Nord-Ouest
- 2014 : La Joie de Brigitte Patte Vogel d'après le roman de Georges Bernanos, mise en scène Nathalie Hamel, Espace Georges-Bernanos (Paris)
- 2015 : La terre s'appelle Pablo de Luis Del Rio Donoso, mise en scène Michel Pilorgé, Théâtre du Nord-Ouest
- 2015 : Frog and rosbif de Claude Granier, mise en scène Bernard Belin, Théâtre de Nesle
- 2017 : Les Choristes spectacle musical de Christophe Barratier, mise en scène de l'auteur, Théâtre des Folies Bergère, en tournée
- 2017 : Chacun sa vérité de Luigi Pirandello, mise en scène Odile Mallet, Festival de Sarlat puis Théâtre du Nord-Ouest
- 2018 : Dom Sganarelle de et mise en scène Jean-Philippe Ancelle, théâtre le Ranelagh / Festival de Sarlat
- 2023 : Sherlock Holmes et l’affaire du pont de Thor, d'après Arthur Conan Doyle, mise en scène Jean-Philippe Ancelle, théâtre de Passy